# Karolina Syrek
Karolina Syrek (ur. 8 października 1973) – polska judoczka.
Była zawodniczka KSJ Gwardia Koszalin (1989-1995). Trzykrotna medalistka mistrzostw Polski seniorek w kategorii do 48 kg: dwukrotna srebrna (1992, 1993) i brązowa w 1991. Ponadto młodzieżowa mistrzyni Polski w 1993 oraz mistrzyni i wicemistrzyni Polski juniorek (odpowiednio w 1991 i w 1990).